# St. Konrad (Ammersricht)

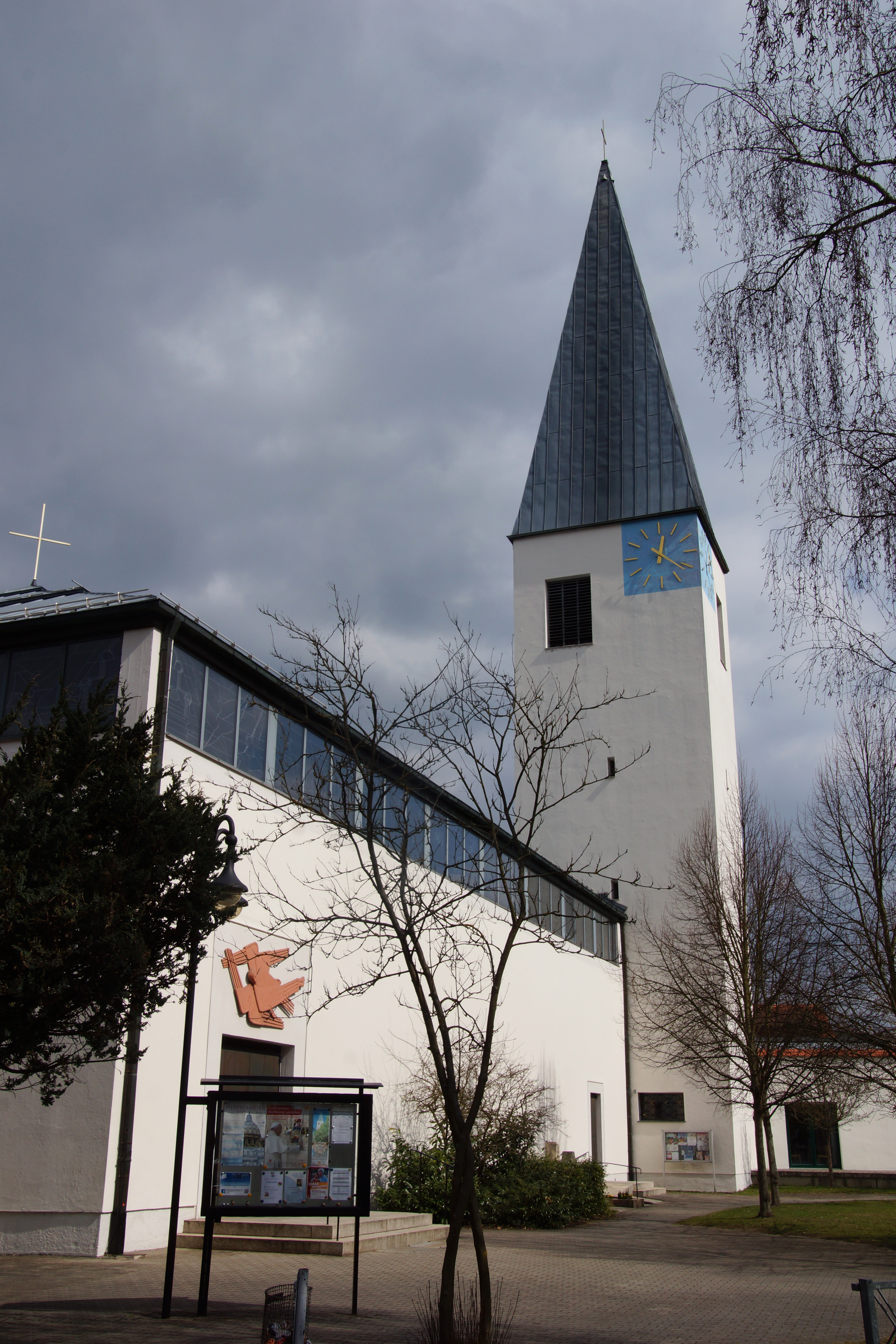
St. Konrad in Amberg

Die Kirche St. Konrad ist ein römisch-katholisches Kirchengebäude im Stadtteil Ammersricht der kreisfreien oberpfälzischen Stadt Amberg. Die katholische Pfarrkirche wurde im Jahr 1964 erbaut.

## Geschichte
- 1939 wurde die erste Kirche in Ammersricht (seit dem Jahr 1972 ein Stadtteil von Amberg) geweiht. Sie erhielt das Patrozinium des erst 1934 heiliggesprochenen Kapuziner-Bruders Konrad von Parzham.
- 1960 wurde Ammersricht zur Pfarrei erhoben.
- 1963 wurde die alte Kirche niedergelegt und die derzeitige neue Pfarrkirche St. Konrad gebaut, die am 29. November 1964 geweiht wurde.

## Ausstattung

### Fenster
In den Jahren 1994/95 wurden in der Kirche Glasfenster des schottischen Künstlers John Kenneth Clark (* 1957) eingesetzt – insgesamt etwa hundert Quadratmeter Fläche, mit Themen aus dem Alten Testament (Nordseite) und dem Neuen Testament (Ostseite).

### Orgel

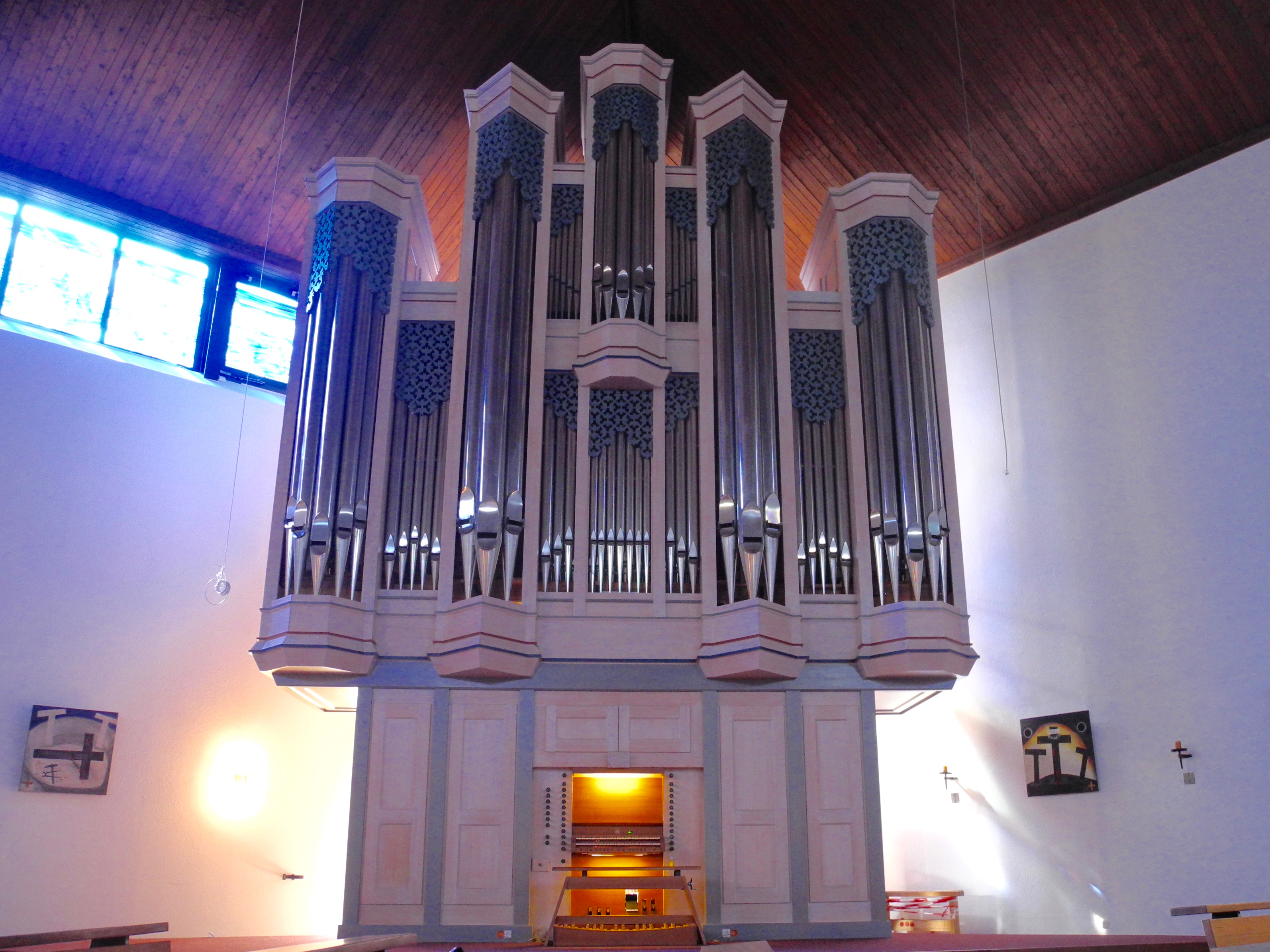
Prospekt der Sandtner-Orgel

Fünf Jahrzehnte war die Kirche lediglich mit einem elektronischen Instrument ausgestattet. Zum Jubiläumsjahr 2014 konnte eine gebrauchte Pfeifenorgel von Orgelbau Sandtner erworben werden. Sie stand zuvor in der ehemaligen Pfarrkirche St. Josef im Essener Stadtteil Kupferdreh und war dort am 19. März 1995 eingeweiht worden.  Am 23. November 2013 wurde diese Kirche profaniert.
Die Orgel hat 31 klingende Register auf zwei Manualen und Pedal. Spiel- und Registertraktur sind mechanisch. Letztere wurde noch in Essen um eine elektronische Setzeranlage mit elektrischer Registersteuerung erweitert.
| I Hauptwerk C–g3 |                  |        |
| 1.               | Bourdon          | 16′    |
| 2.               | Principal        | 8′     |
| 3.               | Copel            | 8′     |
| 4.               | Flǔte harmonique | 8′     |
| 5.               | Viola da Gamba   | 8′     |
| 6.               | Octave           | 4′     |
| 7.               | Blockflöte       | 4′     |
| 8.               | Nazard           | 2 ⁄3′  |
| 9.               | Superoctave      | 2′     |
| 10.              | Terz             | 1 3⁄5′ |
| 11.              | Mixtur IV        | 2′     |
| 12.              | Trompete         | 8′     |
|                  | Tremulant        |        |

| II Schwellwerk C–g3 |                      |       |
| 13.                 | Principal            | 8′    |
| 14.                 | Rohrgedeckt          | 8′    |
| 15.                 | Salicional           | 8′    |
| 16.                 | Voix celèste         | 8′    |
| 17.                 | Prestant             | 4′    |
| 18.                 | Flǔte octaviante     | 4′    |
| 19.                 | Cornet de Recit III  | 2 ⁄3′ |
| 20.                 | Waldflöte            | 2′    |
| 21.                 | Larigot              | 1 ⁄3′ |
| 22.                 | Mixtur III           | 1 ⁄3′ |
| 23.                 | Trompette harmonique | 8′    |
| 24.                 | Hautbois             | 8′    |
|                     | Tremulant            |       |

| Pedalwerk C–f1 |            |     |
| 25.            | Principal  | 16′ |
| 26.            | Subbaß     | 16′ |
| 27.            | Octavbaß   | 8′  |
| 28.            | Gedecktbaß | 8′  |
| 29.            | Octave     | 4′  |
| 30.            | Posaune    | 16′ |
| 31.            | Trompete   | 8′  |

- Koppeln: II/I, I/P, II/P
- Spielhilfen: Organo-Pleno-Schaltung für Principal- und Zungenstimmen von Hauptwerk und Pedal, Einzelabsteller für Zungen und Mixturen. Elektronischer Setzer (nachgerüstet)
- Stimmtonhöhe: 440 Hz bei 15 °C
- Stimmung: gleichstufig

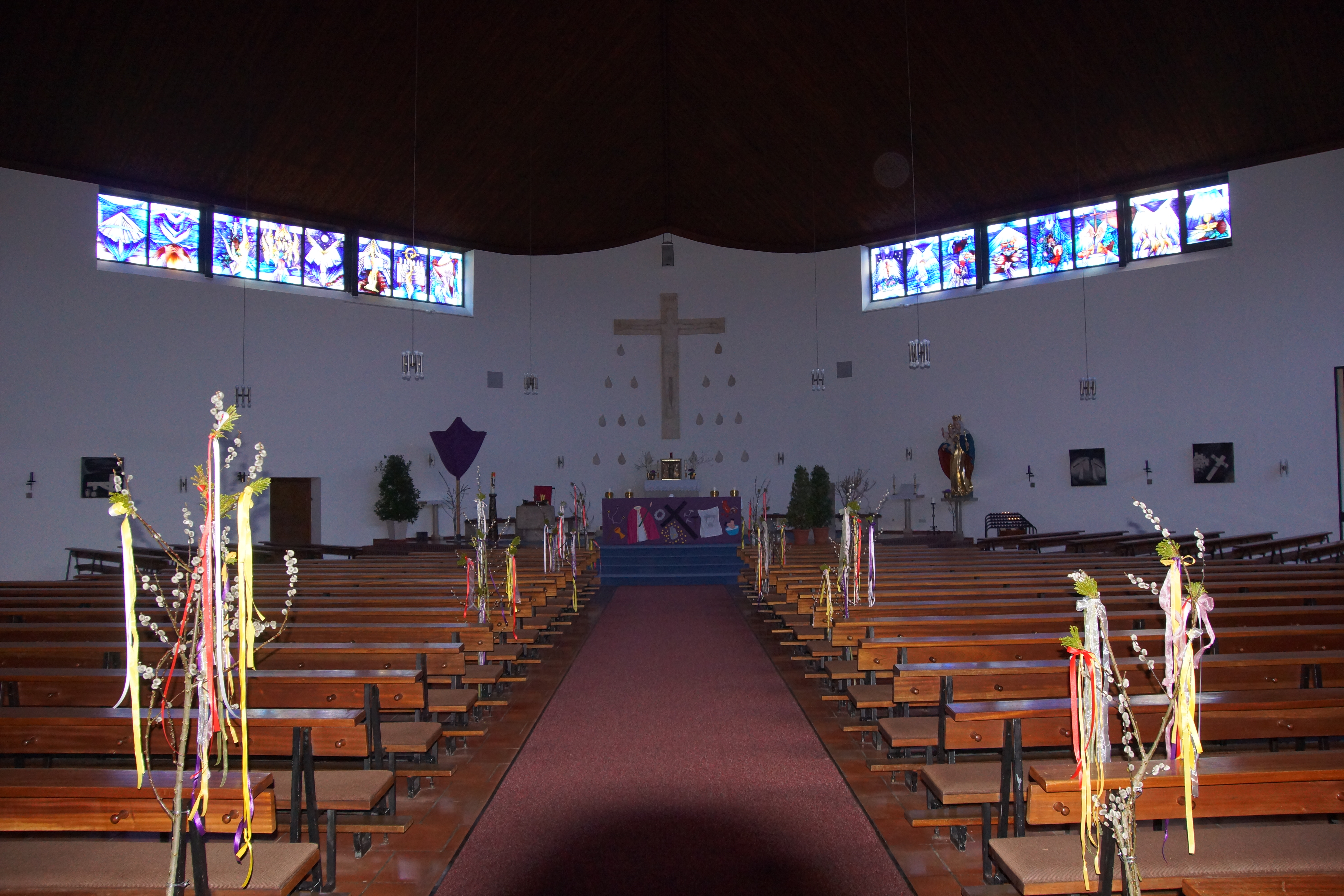
Inneres, Blick zum Altar
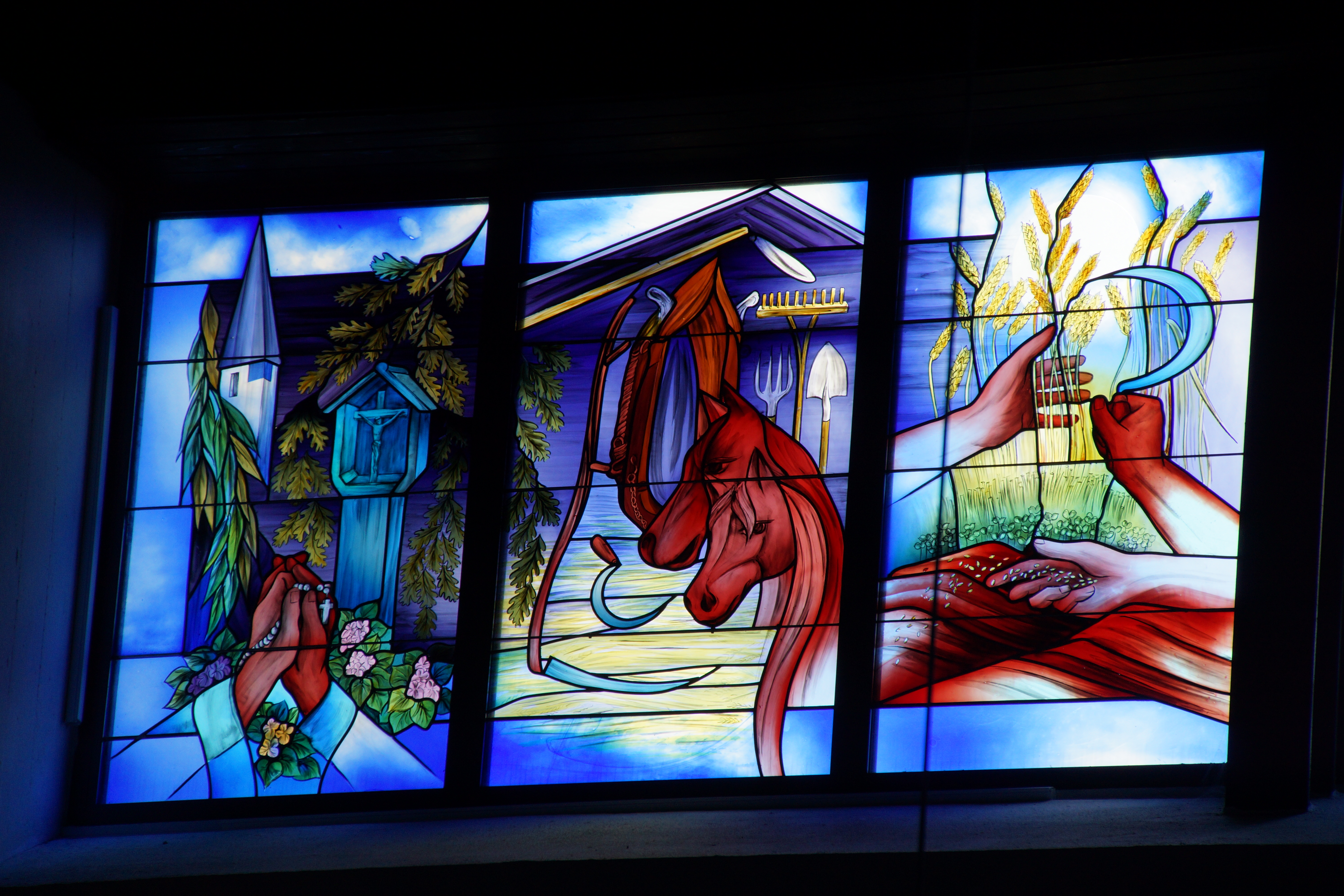
Kirchenfenster